# Psoroglaena
Psoroglaena Müll. Arg. (ramoczka) – rodzaj grzybów z rodziny brodawnicowatych (Verrucariaceae). Ze względu na współżycie z glonami zaliczany jest do grupy porostów.

## Systematyka i nazewnictwo
Pozycja w klasyfikacji według Index Fungorum: Verrucariaceae, Verrucariales, Chaetothyriomycetidae, Eurotiomycetes, Pezizomycotina, Ascomycota, Fungi.
Synonimy nazwy naukowej: Lithosphaeria Beckh. ex Körb., 
Psoroglaenomyces Cif. & Tomas.
Nazwa polska według W. Fałtynowicza.

## Niektóre gatunki
- Psoroglaena abscondita (Coppins & Vězda) Hafellner & Türk 2001 – tzw. moraczek miejski
- Psoroglaena cubensis Müll. Arg. 1891
- Psoroglaena dictyospora (Orange) H. Harada 2003 – tzw. moraczek drobny
- Psoroglaena hepaticicola (Döbbeler & Vězda) H. Harada 2003
- Psoroglaena perminuta (Vězda) H. Harada 2003
- Psoroglaena stigonemoides (Orange) Henssen 1995 – ramoczka punktowana

Nazwy naukowe na podstawie Index Fungorum. Uwzględniono tylko taksony zweryfikowane. Nazwy polskie według W. Fałtynowicza.